# Przemków (gmina)
Przemków – gmina miejsko-wiejska w województwie dolnośląskim, w powiecie polkowickim. W latach 1975–1998 gmina położona była w województwie legnickim.
Siedziba gminy to Przemków.
Według danych z 1 stycznia 2010 gminę zamieszkiwało 8739 osób. Natomiast według danych z 30 czerwca 2020 roku gminę zamieszkiwało 8308 osób.

## Struktura powierzchni
Według danych z roku 2002 gmina Przemków ma obszar 108,04 km², w tym:
- użytki rolne: 44%
- użytki leśne: 33%
- ok. 8% wody (m.in. Stawy Przemkowskie)

Gmina stanowi 13,85% powierzchni powiatu.

## Ochrona przyrody
Na obszarze gminy znajdują się następujące rezerwaty przyrody:
- rezerwat przyrody Łęgi źródliskowe koło Przemkowa - chroni kompleks lasów łęgowych oraz grądów i olsów z dużą ilością źródlisk, wysięków i gęstą siecią strumieni, będący siedliskiem roślin chronionych oraz rzadkich gatunków ptaków;
- rezerwat przyrody Stawy Przemkowskie - chroni europejską ostoję ptactwa.

## Miejscowości
W skład gminy wchodzi:
- miasto Przemków
- dziesięć wsi:
  - Jakubowo Lubińskie,
  - Jędrzychówek,
  - Karpie,
  - Krępa,
  - Łężce,
  - Ostaszów,
  - Piotrowice,
  - Szklarki,
  - Wilkocin,
  - Wysoka.
- dwa przysiółki:
  - Jakubowo-Węgielin,
  - Łąkociny.

## Demografia

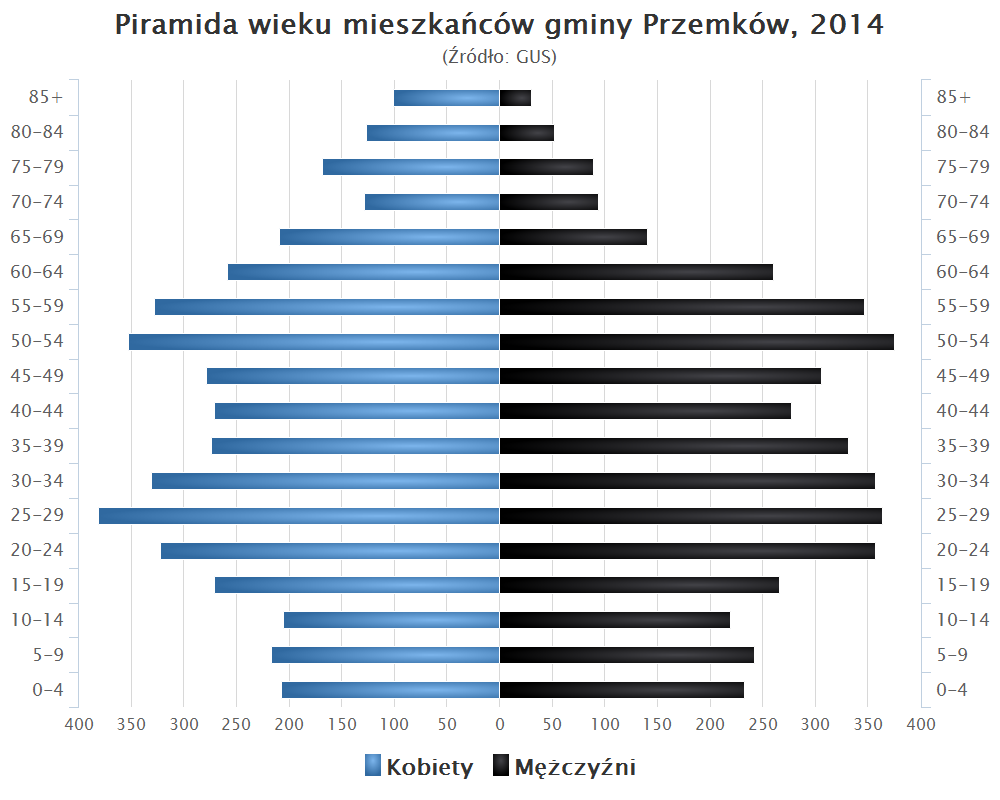
Piramida wieku mieszkańców gminy Przemków w 2014 roku

Dane z 30 czerwca 2004:
| Opis                              | Ogółem | Ogółem | Kobiety | Kobiety | Mężczyźni | Mężczyźni |
| --------------------------------- | ------ | ------ | ------- | ------- | --------- | --------- |
| jednostka                         | osób   | %      | osób    | %       | osób      | %         |
| populacja                         | 8868   | 100    | 4505    | 50,8    | 4363      | 49,2      |
| gęstość zaludnienia (mieszk./km²) | 82,1   | 82,1   | 41,7    | 41,7    | 40,4      | 40,4      |

## Sąsiednie gminy
Chocianów, Gaworzyce, Gromadka, Niegosławice, Polkowice, Radwanice, Szprotawa